# Willst du normal sein oder glücklich
Willst du normal sein oder glücklich? ist der Titel eines Lebensratgebers des deutschen Psychologen Robert Betz. Er erschien im April 2011 als Taschenbuch im Heyne Verlag.

## Inhalt
Das Buch gliedert sich in drei Teile. Im ersten Teil konfrontiert Betz den Leser mit einer Bestandsaufnahme des Ist-Zustands der meisten Menschen. Im zweiten Teil „Der Weg zum neuen Mann“ / „Der Weg zur neuen Frau“ zeigt er Wege, sein Leben selbst zu ändern. Im dritten Teil gibt er konkrete Vorschläge, wie seine Ratschläge praktisch umgesetzt werden können.

## Erfolg
Das Buch hält sich seit Veröffentlichung seit über zwei Jahren in der Spiegel-Bestsellerliste (Stand: Januar 2014).

## Buchinfo
- Willst du normal sein oder glücklich?, Heyne, 2011, ISBN 978-3-45370-169-4